# 迪欣湖活動中心

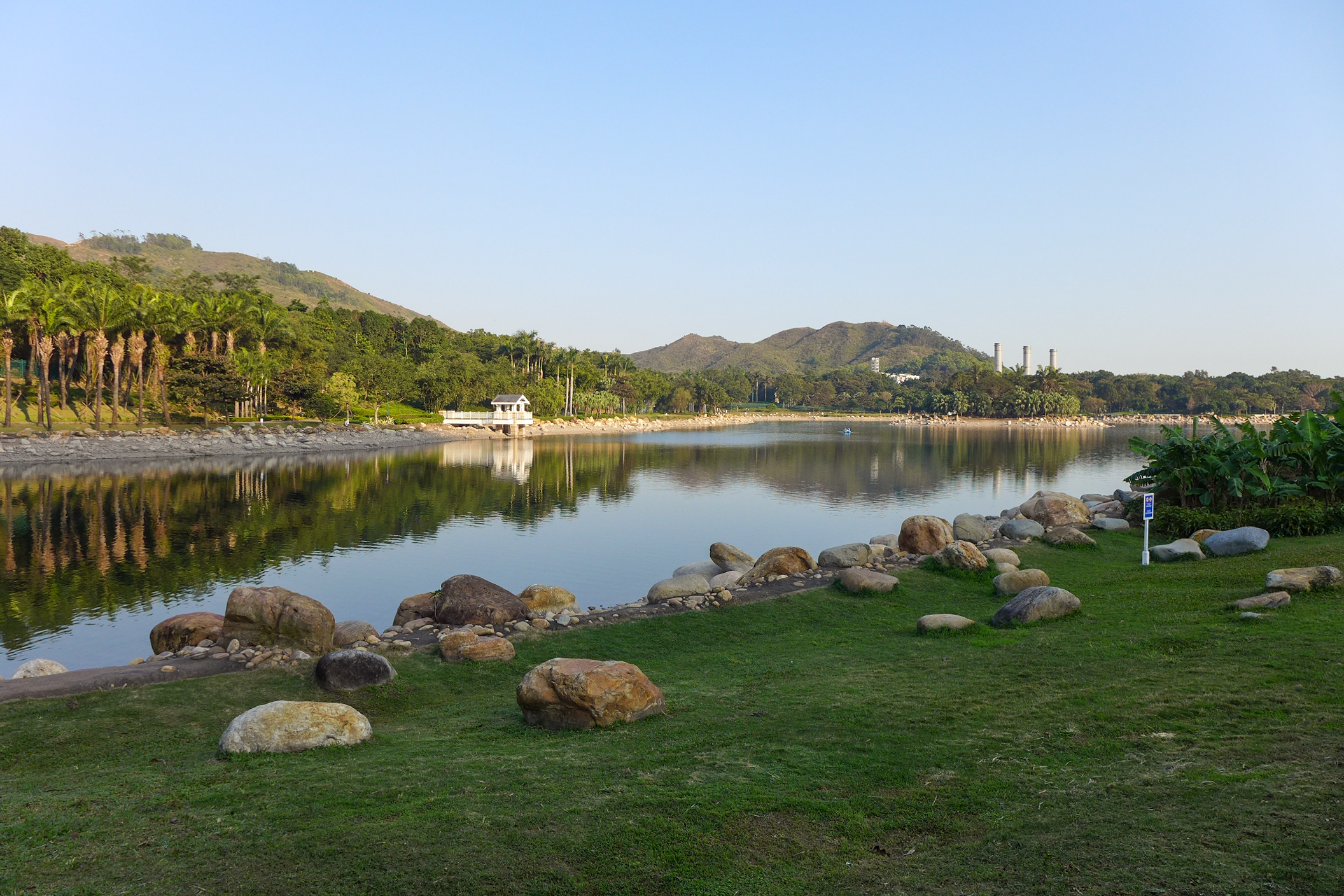
黃昏下的迪欣湖

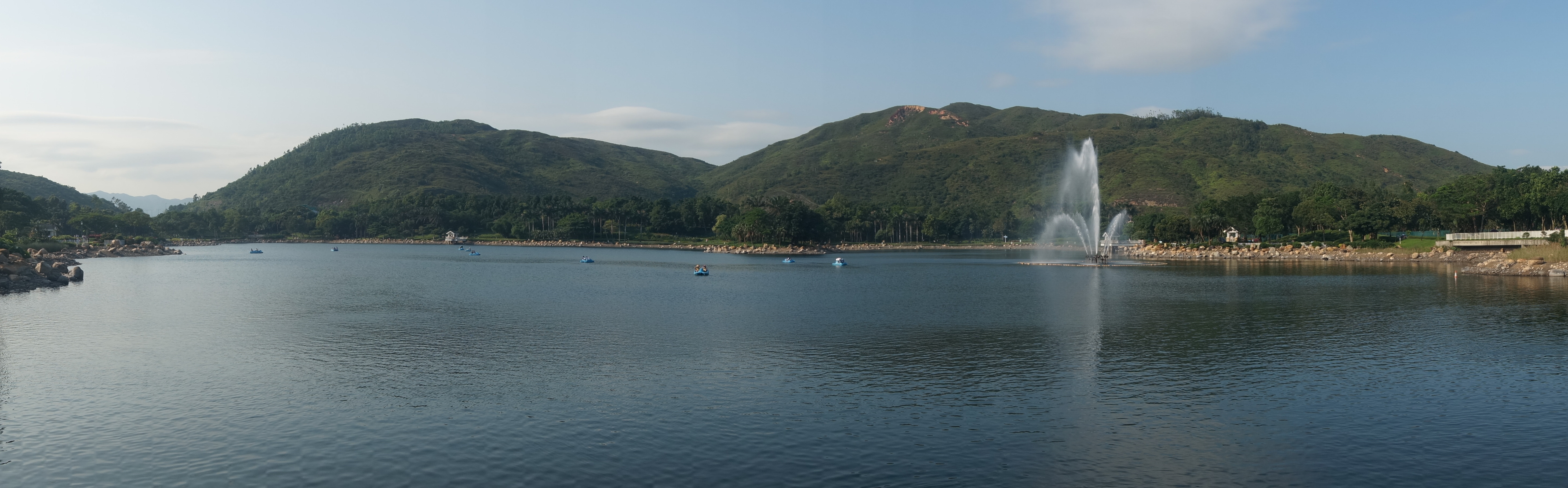
迪欣湖現用作提供水上活動

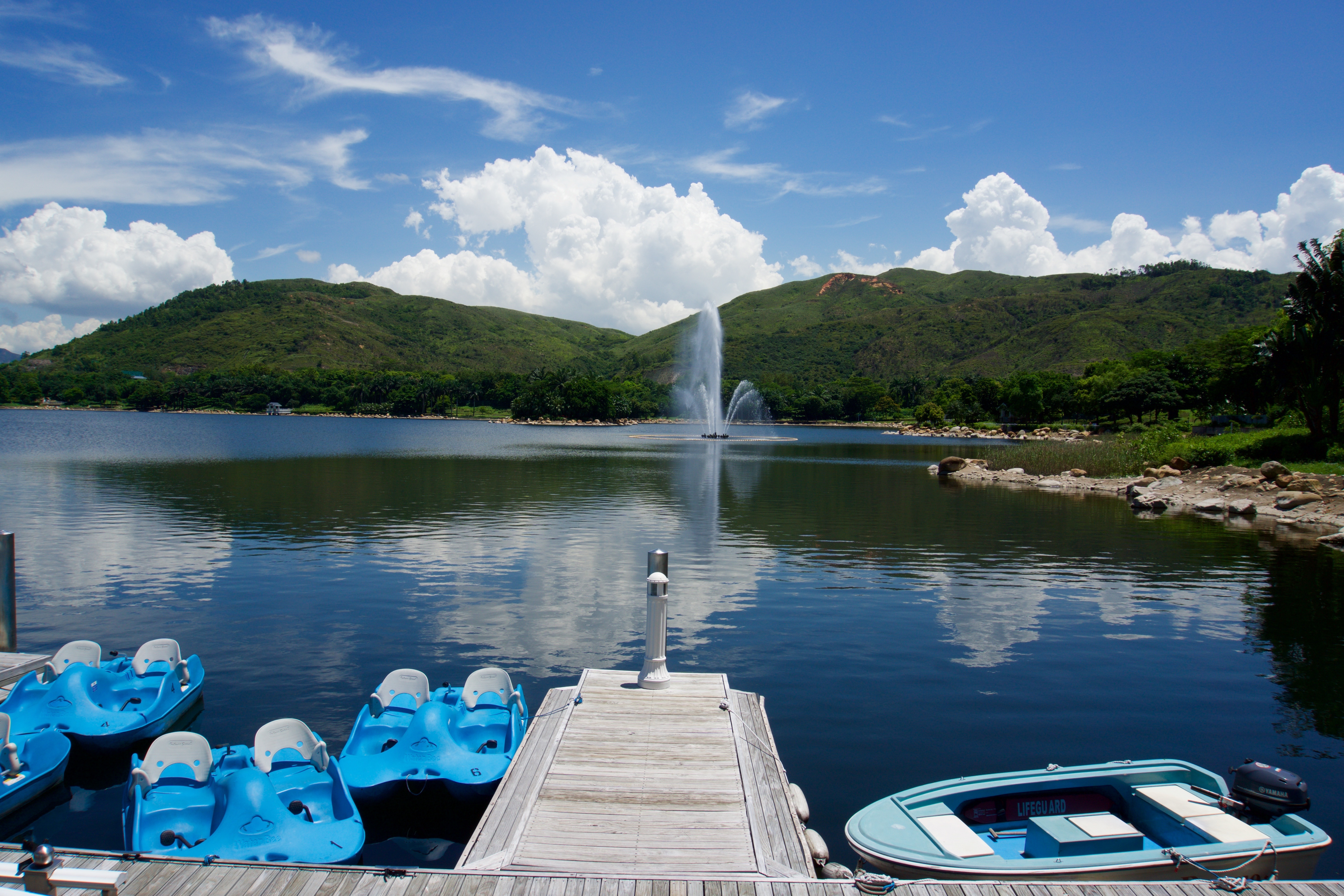
由小船出租中心遠觀湖心噴泉

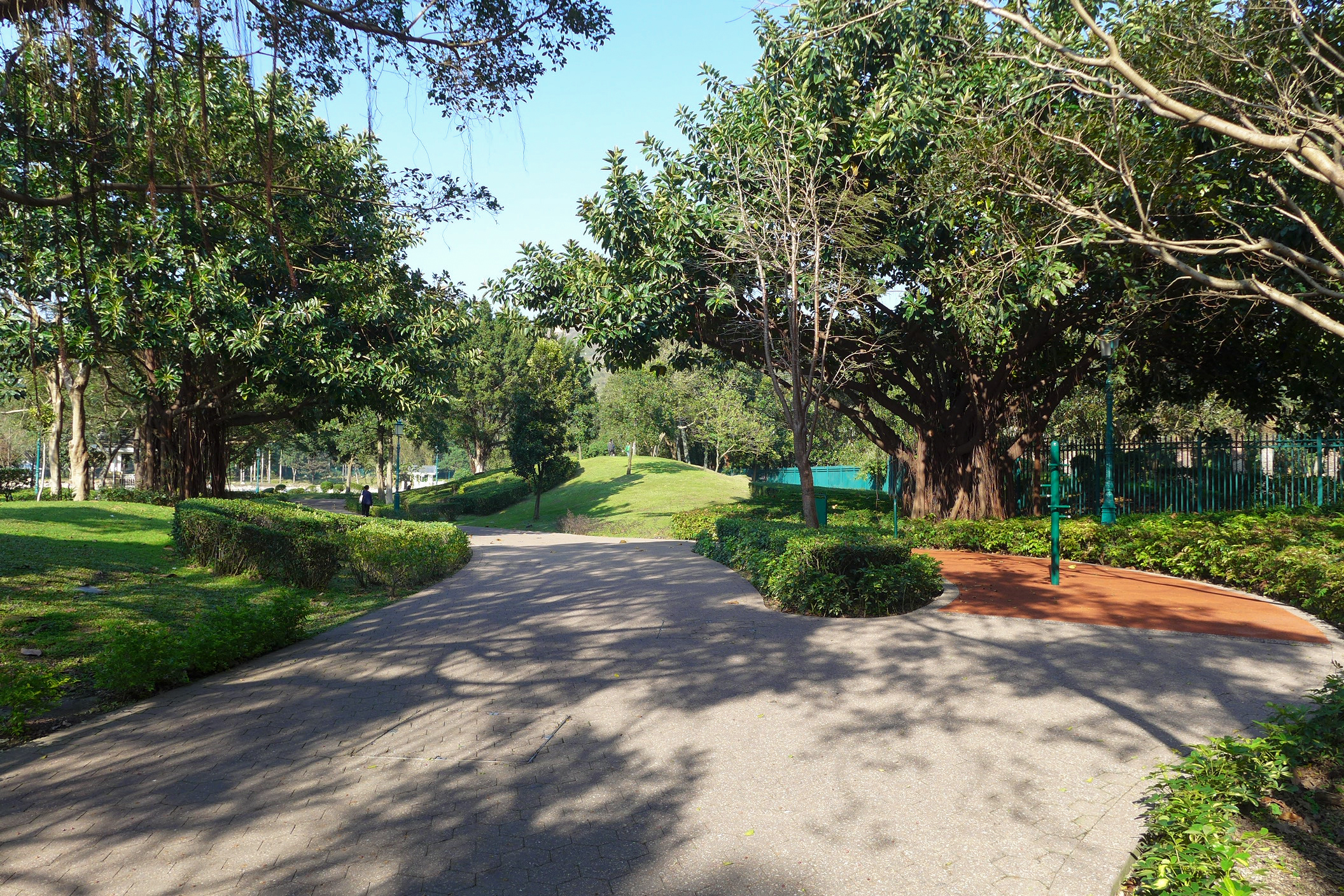
迪欣湖緩跑徑旁設健身站

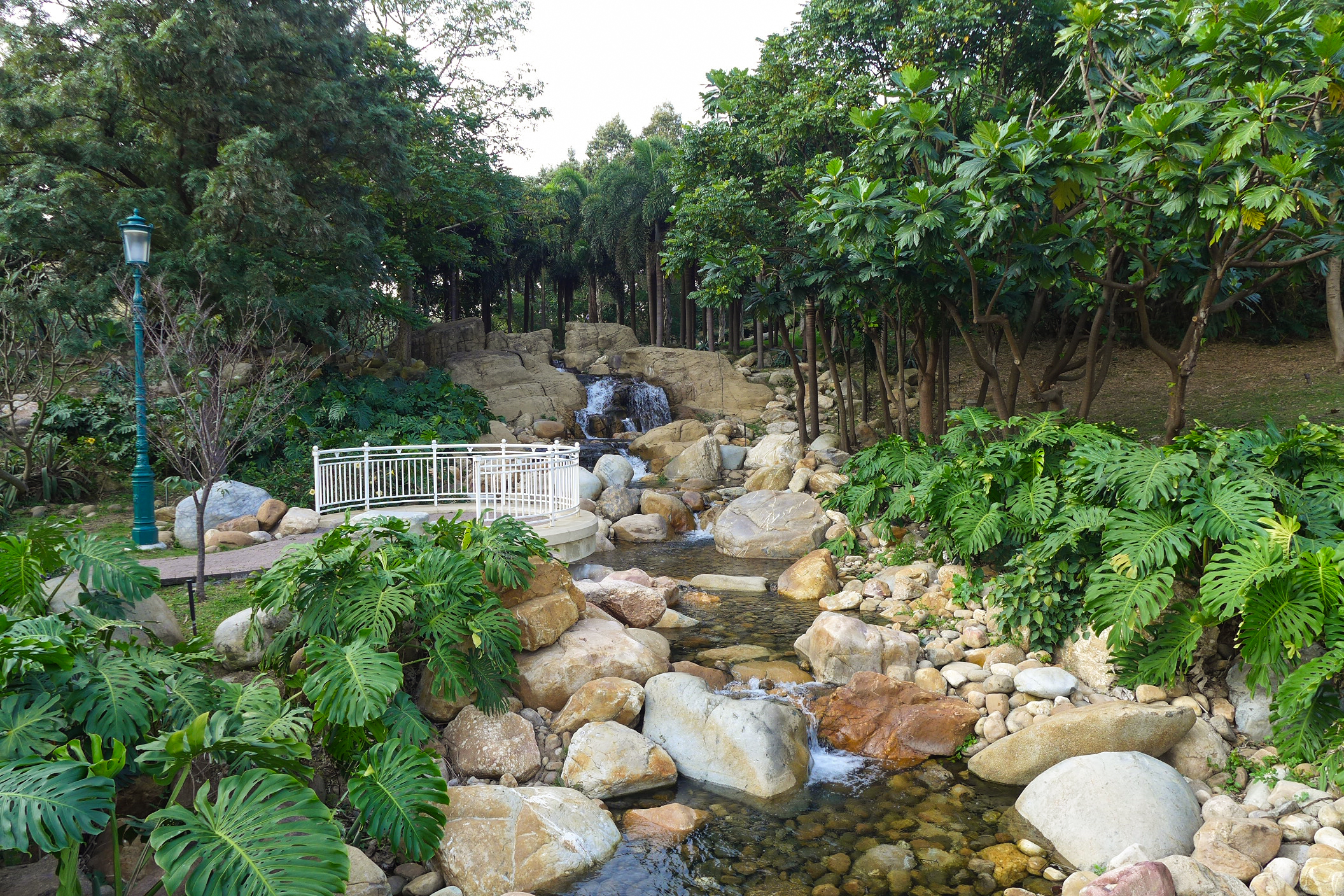
迪欣湖的東北部有一條以人造石景及天然石岩制造的人造瀑布

迪欣湖活動中心（英語：Inspiration Lake Recreation Centre），當中的人工湖稱為迪欣湖，位於香港大嶼山的望東坑，鄰近香港迪士尼樂園。於2005年8月16日對外開放。中心由香港政府土木工程拓展署斥資4億元興建，然後由華特迪士尼公司管理。遊人在這裏既可欣賞大自然優美的景色外，同時亦可享受活動中心提供的各項活動服務，是香港的休閒地點。

## 歷史
1999年11月，香港政府與華特迪士尼公司達成協議，於大嶼山竹篙灣興建香港迪士尼樂園度假區。港府隨即推出香港迪士尼樂園計劃，在計劃中提到將會於主題公園西北面興建一個大湖，面積約12公頃。該湖是度假區的一部分，會用作公共水上康樂中心，以及為樂園提供灌溉用水，當時估計造價為8,000萬。
當年興建迪欣湖，港府收回竹篙灣的財利船廠地皮後，竟發現地底有三萬多立方米含二噁英的污泥，結果要花上三億多元公帑清理，事件引起公眾嘩然。
2001年10月22日，土木工程署批出竹篙灣基礎發展五份合約中的第一份工程合約，由中國建築國際投得。工程包括在竹篙灣興建公路，鋪設喉管、水渠，建設園景，以及興建一部分公眾水上康樂活動中心，連一個面積約12公頃的人工湖，以及相關的供水和灌溉系統，工程價值20億8000萬元，預計在2005年4月完工。
2001年10月24日，迪欣湖活動中心正式動工。
2003年12月，綠色力量揭發東涌鄉事委員會於東涌河非法進行河道治理工程，並且將挖出卵石發售給迪欣湖活動中心承建商中國建築工程總公司，作為迪欣湖的建築材料。後來承建商發現這批400噸卵石是非法開採後，便停止使用，並向外澄清沒有用於迪欣湖活動中心的人造蓄水池工程。
2005年7月11日，迪欣湖活動中心正式竣工，並於當日在中心旁舉行了竣工典禮儀式。
2005年8月16日，迪欣湖活動中心正式啟用。

## 地理環境
迪欣湖活動中心建於竹篙灣發展區北部，佔地約30公頃，園內有一個面積達12公頃的人造蓄水池、緩跑徑、兒童遊樂場、服務中心和植物林。中心四周還遍植超過4,800棵樹和43萬叢灌木。迪欣湖活動中心的名稱源自它的地理位置，介乎迪士尼樂園和欣澳之間，能容納5,000多人。
這個活動中心最有特色是位於中央的人造湖，面積達12公頃，水深約4.5米，是現時全港最大的人造蓄水池。湖的中心有個噴泉，射出來的水可高達18米，而當陽光照射到噴泉時更有彩虹的效果。

## 設施

### 迪欣湖
迪欣湖是一個面積達12公頃的人造蓄水池，水潭最深處約7米，更是全港最大的人造蓄水池。在湖中，分別遍植荷花及紅睡蓮等水生植物，亦設有人造噴泉。中央的噴泉可向上射水高達約18米，而旁邊的噴泉則可直向和徑向射水達約6米，能產生12種隨機變化的噴水效果。迪欣湖的東北部有一條以人造石景及天然石岩制造的人造瀑布，整條瀑布由7個小池潭流下的溪澗組成，水池深度由600至1000毫米。此湖更是提供水源給竹篙灣發展區，包括香港迪士尼樂園作灌溉之用。

### 植物園

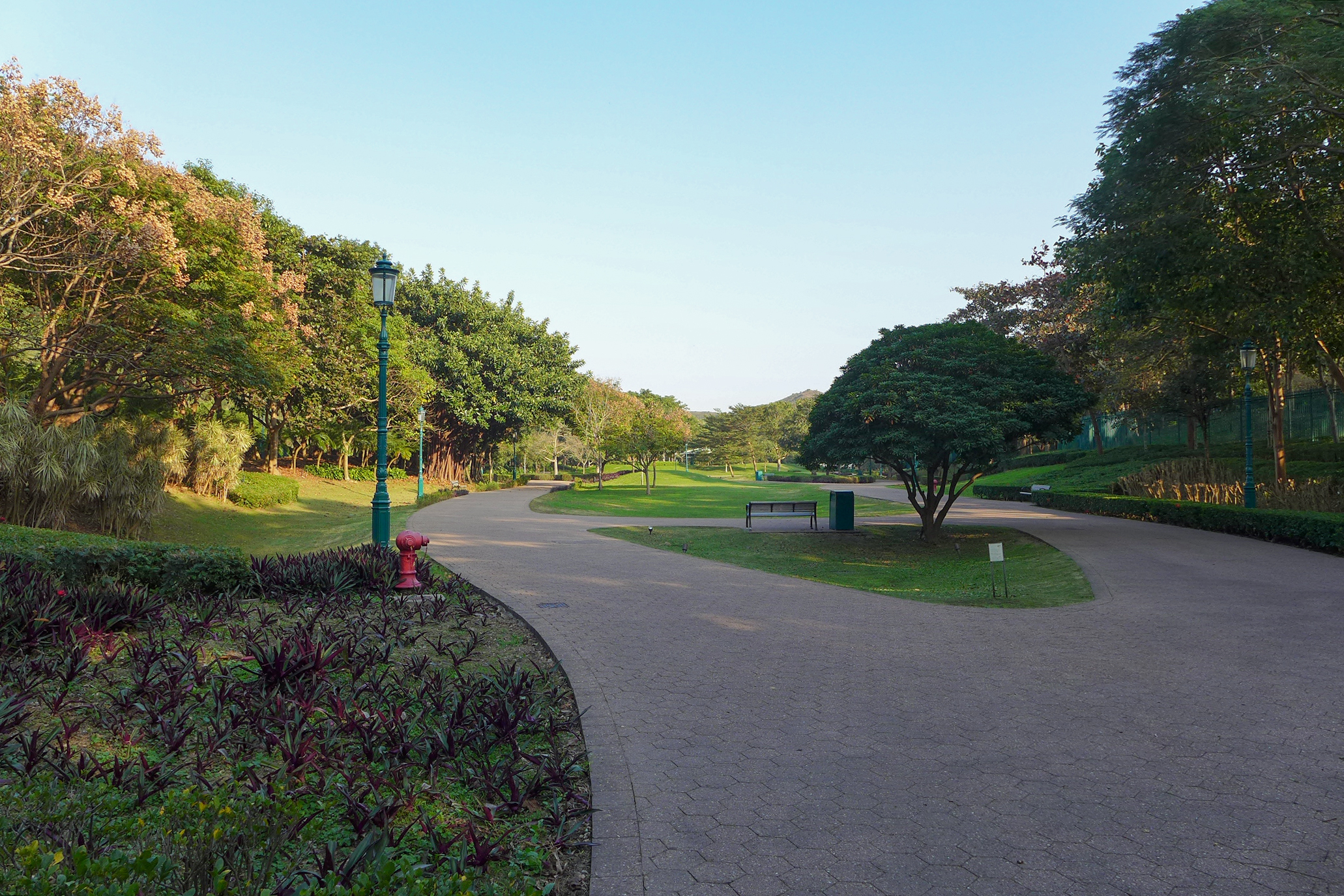
植物園

植物園面積達4公頃的，植有逾1000株植物，包括果樹、玫瑰及馥郁等植物，其中1株原植於財利船廠50年的假菩提樹，其樹冠逾20米、高達8米、重180噸，在搬運過程中，承建商以座落排卡車將其升起，才能夠運往暫停站。後來再遷回竹篙灣水上康樂活動中心的標本林內，供予遊人觀賞。承建商前後共耗時約個月時間才完成整個搬遷工程。

### 兒童遊樂場

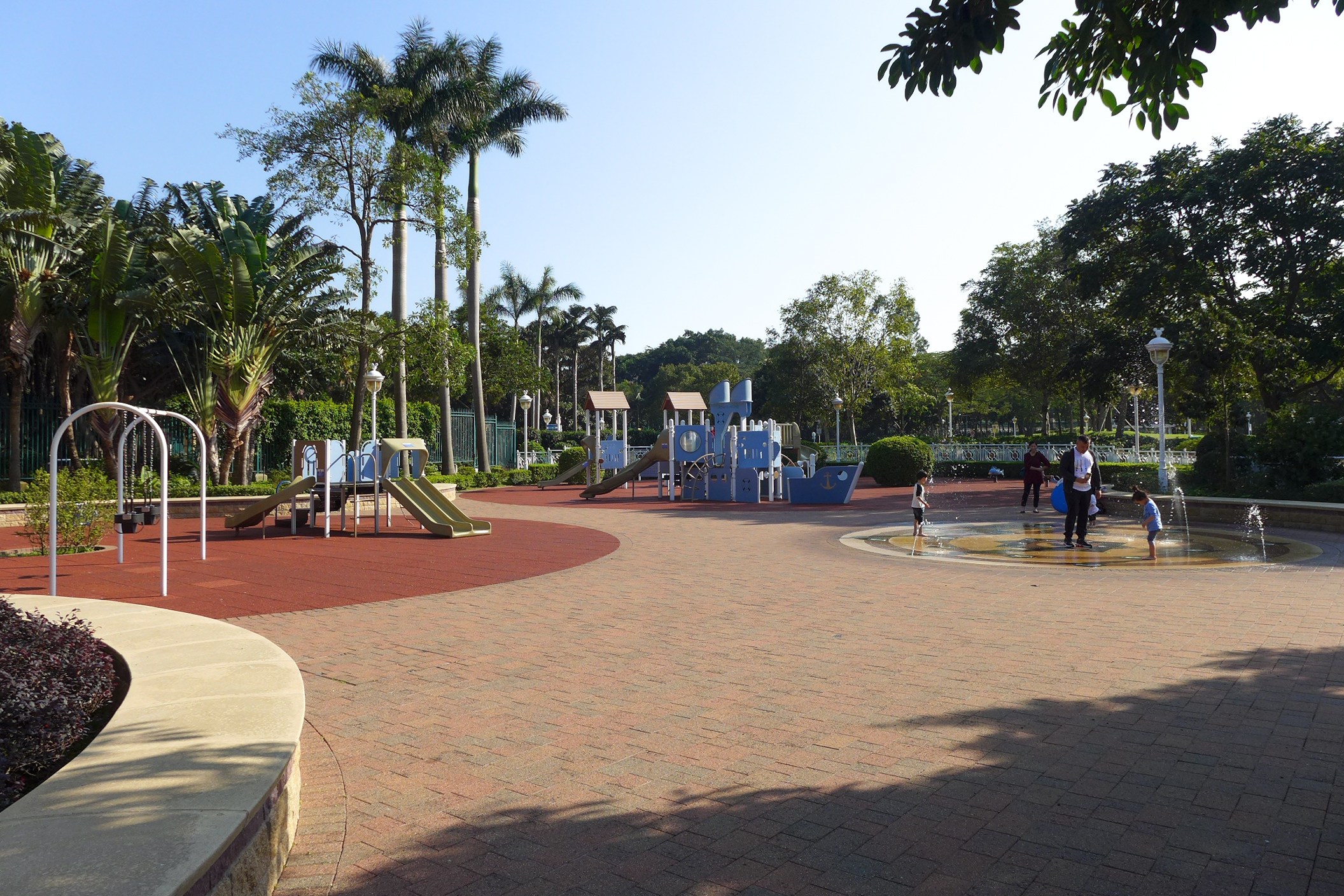
兒童遊樂場

兒童遊樂場內有兒童遊玩設施和噴泉。兒童遊玩設施鋪上安全地墊。噴泉由16枝射燈照明，可產生12種隨機變化的噴水效果。

### 緩跑徑
緩跑徑全長1,500米。此徑由服務中心出發，繞著人工湖一直延伸，沿途設有9個健身站、6個觀景亭及瀑布橋。

### 服務中心

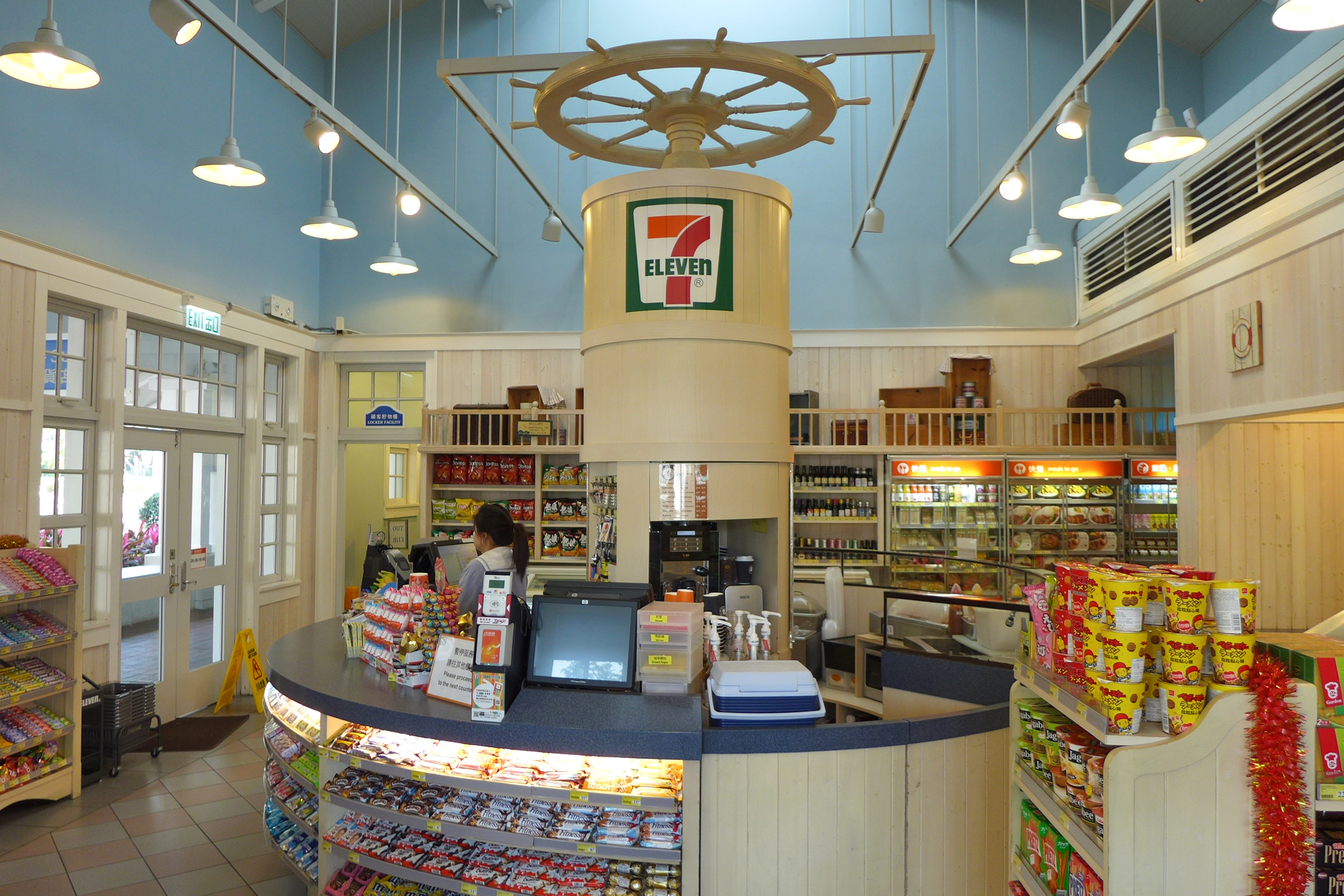
服務中心內的7-11便利店

迪欣湖活動中心中有1個服務中心，中心並由多座以木料和瀝青瓦片覆蓋的斜屋頂低層的舊式英倫風格建築物組成。全所活動中心的唯一的更衣室、小食店均設於此，並提供小艇及單車租賃服務。
當地的小食店是7-11便利店，有波仔飯出售，即場有微波爐。店外設有桌椅，有蓋可以野餐。迪欣湖活動中心的園規並沒有禁止自備食物入場，故此在園內野餐者眾多。

## 設計特色
為了配合鄰近的香港迪士尼樂園，它除了使用米奇老鼠圖案的欄杆外，連照明燈、廢物箱及長椅等均具美國特色，服務中心更是設計古典，與鄰近的香港迪士尼樂園融為一體。

## 活動
- 四人單車、水上單車

迪欣湖活動中心設有雙人及四人單車出租（有蓋遮擋太陽），可沿著圍繞迪欣湖緩跑徑駕駛（全長約1,500米）。途中亦可停下欣賞湖中的荷花，而在遠處更有一條人造瀑布，營造出小橋流水的效果。駛過瀑布後會經過植物園的入口。此外，迪欣湖亦有提供水上單車及划艇等水上活動。
- 野餐

## 開放時間
每天早上9時至晚上7時，免費開放。

## 燒焦屍體案
2025年1月26日，有人在園內發現一具燒焦屍體。據警方了解，死者相信為自殺，初步判斷是31歲來自內地的男子。而活動中心暫停開放，直至另行通知。

## 鄰近的觀光熱點
- 香港迪士尼樂園

## 外部連結
香港迪士尼樂園度假區專題
- .   [2020-04-17]. （原始内容存档于2020-04-14）.
- 迪欣湖活動中心 （页面存档备份，存于）
- 迪欣湖活動中心地圖 （页面存档备份，存于）
- 首份竹篙灣基礎設施工程合約批出的政府公告 （页面存档备份，存于）